# Melinis rupicola
Melinis rupicola là một loài thực vật có hoa trong họ Hòa thảo. Loài này được (Rendle) Zizka mô tả khoa học đầu tiên năm 1988.